# Dravecz József
Dravecz Márk József (Belatinc, 1697. március 20. – Veszprém, 1779. július 17.) katolikus pap, kanonok, esperes.

## Élete
Származását tekintve szlovén volt, a történelmi Tótságban született Zala vármegyében, a zágrábi püspökség területén.
fA Nagyszombati Egyetemen tanult teológiát, 1730. szeptember 14-én szentelték pappá. 1732-től plébános volt Pázmándon, 1734. januártól Válon, 1737. január 3-tól a fehérvári kerületben esperes lett. 1747-ben ugyanitt Padányi Bíró Márton veszprémi püspök megbízásából végzett egyházlátogatást. 1749. november 11-én veszprémi plébános és kerületi esperes lett, majd 1758. május 17-én veszprémvölgyi apátta és káptalani dékánná nevezték ki. 1762. augusztus 18-án általános püspöki helynök, 1773. április 4-én általános káptalani helynök, Bajzáth püspök alatt pedig 1777-ben újból általános püspöki helynök lett.
1751-ben Válon helyreállíttatta a templom tornyát, valamint felépíttette a plébániát. Plébánosi szolgálata alatt 60 protestánst térített vissza a katolikus hitre. Mint általános püspöki helynök 1764-ben saját célra elkészítette a veszprémi egyházmegye első, kézzel írott névtárát.

## Munkái
- Per ardua ad sublime dignitatis fastigium evecto Martino Biro, recens in episcopum Veszprimiensem consecrato. Buda, 1745
- Promulgatio jubilaei universalis anni 1776 per dioecesim Veszprimiensem. Jaurini